# 프타
프타(Ptah, Ptaha, Peteh, Tathenen, Tanen)는 고대 이집트 신화의 창조신이다. 파괴의 여신 세크메트의 남편이다.
하 이집트의 수도 멤피스를 지배한 최고의 신으로 일컬어지며, 미라가 된 남자의 모습으로 표현된다. 프타의 이름은 건립자라는 뜻이 있으며, 지혜의 신인 토트의 명령에 따라 천지창조를 마치고 정의를 확립하였다고 전해지는 신이다.

## 개요
파괴와 재생의 여신인 아내 세크메트, 농작물의 신이자 의술의 신인 아들 네페르템과 더불어 멤피스의 3신이며, 이집트의 신들 가운데 아몬, 라에 이어 제3위의 신으로 숭배되었다. 장인과 예술가의 보호신, 모든 기술의 위대한 발명가로 불리며, 신·인간·가축 등 모든 생물체는 프타의 심장과 혀에서 나왔다고 전해진다.
멤피스 곳곳에 신전이 세워져 해마다 화려한 제의가 치러졌는데, 미라로 만들어진 프타는 머리에는 꼭 달라붙는 모자를 쓰고, 턱에는 긴 가짜 수염을 달았으며, 몸은 모시 옷으로 감겨 있다. 왼손에는 생명·힘·영속·전지전능을 상징하는 왕의 지팡이를 들고 있다. 우주의 창조신, 가축의 신으로도 불린다. 그리스신화의 불과 대장장이의 신인 헤파이스토스, 로마신화의 불카누스와 동일시된다.

## 같이 보기
- 세크메트
- 네페르템
- 헤파이스토스
- 불카누스